# Ченаб (мост)
Мостът Ченаб е железопътен мост над река Ченаб в окръг Реаси на индийската съюзна територия Джаму и Кашмир. Мостът е стоманенобетонен и се простира на 1315 m през ждрелото на реката. Конструкцията се състои от подходен мост с дължина 530 m и арков мост с дължина 785 m. С височина на железопътното платно от 359 m от коритото на реката, към 2025 г. този мост е най-високият железопътен арков мост в света. Разположен е между железопътните гари Каури и Бакал на Кашмирска железопътна линия (линията Джаму – Барамула).
Железопътният проект Джаму – Барамула (324 km) е стартиран с полагането на основния камък през 1983 г., но строителството започва едва в средата на 90-те години, след като са отпуснати средства. Проектът се развива на етапи: участъкът Джаму – Удхампур е открит през април 2005 г., а участъкът Удхампур – Катра е открит през юли 2014 г., като линията трябва да се продължи отвъд Шринагар, за да се свърже с участъка Барамулла – Банихал, който е завършен между 2008 и 2013 г.
Мостът е построен на цена от 14,86 млрд. INR (180 млн. щ.д.). Проектът е ръководен от железопътната корпорация Konkan на Индийските железници. Строителните работи започват през 2017 г., като базовите опори са завършени през ноември 2017 г., а арката е изградена до април 2021 г. Мостът е напълно завършен през август 2022 г., а първите пробни курсове са проведени през юни 2024 г. Мостът е открит за железопътен трафик на 6 юни 2025 г. от премиера Нарендра Моди.